# Старий Францишкув
Старий Францишкув (пол. Stary Franciszków) — село в Польщі, у гміні Ополе-Любельське Опольського повіту Люблінського воєводства.
Населення — 209 осіб (2011).

## Демографія
Демографічна структура станом на 31 березня 2011 року:
|          | Загалом | Допрацездатний вік | Працездатний вік | Постпрацездатний вік |
| -------- | ------- | ------------------ | ---------------- | -------------------- |
| Чоловіки | 109     | 31                 | 70               | 8                    |
| Жінки    | 100     | 21                 | 61               | 18                   |
| Разом    | 209     | 52                 | 131              | 26                   |